# Pseudalcathoe aspetura
Pseudalcathoe aspetura är en fjärilsart som beskrevs av Edward Meyrick 1932. Pseudalcathoe aspetura ingår i släktet Pseudalcathoe och familjen glasvingar. Inga underarter finns listade i Catalogue of Life.